# 泽·罗伯托
泽·罗伯托（葡萄牙語：Zé Roberto，1974年7月6日—），全名小若泽·罗伯托·达席尔瓦（da Silva）是一名巴西足球運動員，司職中場。

## 生平

### 球會
泽·罗伯托早在1997年加盟西班牙超級球會皇家馬德里，但未獲重用。之後曾返回巴西效力當地強隊法林明高。1998年他遠赴德國加盟利華古遜，一直是球隊核心。可惜利華古遜实力不及豪门球队，1999-00年球季利華古遜本在德甲聯賽一直领先，豈料最後一場落敗失分，結果屈居在拜仁慕尼黑之后，获得亚军。2002年利華古遜也一如以往，不但贏得了聯賽和杯賽亞軍，連殺入了歐冠杯決賽，结果负于皇家马德里，也是屈居亞軍，時稱「三亞王」。
2002年他加盟了德甲班霸拜仁慕尼黑，在期間他贏得了多屆德甲冠軍。不過他並不太適應拜仁戰術風格，像他主要擅長左翼位置，但拜仁卻多安排他打中場中路，這安排讓泽·罗伯托多番發表不滿言論。2006年6月30日泽·罗伯托與拜仁的合約到期，亦宣佈不再續約。
離開拜仁後他原本獲沙特阿拉伯球會邀請，但最後卻返回巴西效力山度士。到了2006-07季結束後，他又令人驚訝的回歸拜仁慕尼黑，踢的位置還是他當年最不喜歡的中場中，這兩年時間他跟范博梅爾搭檔的雙後腰組合適應良好，彷彿幾年前發的牢騷從來不存在過一般。不過直到2009年合約到期後，新上任的教練范加爾要求老將都必須逐年照成績談約，即將滿35歲的羅伯托雖然這段期間表現出色，但要求兩年合約時也不例外地被拒絕。
2009年7月2日，他加盟漢堡足球會，並穿上8號球衣。
2012年5月，泽·罗伯托落葉歸根，加盟甘美奧。

### 國家隊
泽·罗伯托早在1998年已入選國家隊出戰當屆世界杯。迄今為止他上陣了84場國際賽，但不包括2002年世界杯巴西贏得冠軍一屆。2006年世界杯泽·罗伯托再度入選，在十六強對加納的比賽中射入了一球。當之後巴西在八強賽以0-1不敵宿敵法國後，泽·罗伯托也減少了國際賽出賽次數，并于2007年6月宣布退出巴西國家隊。

## 荣誉
德國
- 拜仁慕尼黑
  - 德國甲組聯賽: 2003, 2005, 2006, 2008
  - 德國盃: 2003, 2005, 2006, 2008
  - 德國足球協會聯賽盃: 2004, 2007

西班牙
- 皇家馬德里
  - 西班牙甲組聯賽: 1997
  - 西班牙超級盃: 1997

巴西
- 山度士
  - 聖保羅州足球甲級聯賽: 2007

巴西國家隊
- 美洲盃: 1997, 1999
- 联合会杯: 1997, 2005